# فيلهلم (دوق سودرمانلاند)
الأمير فيلهلم من السويد، دوق سودرمانلاند (كارل فيلهلم لودفيغ؛ 17 يونيو 1884 – 5 يونيو 1965)، كان أميرًا سويديًا ونرويجيًا وهو  الابن الثاني لغوستاف الخامس ملك السويد وزوجته فيكتوريا ملكة بادن. ألّف العديد من الكتب (معظمها باللغة السويدية) تحت اسم "الأمير فيلهلم".

## روابط خارجية
- فيلهلم دوق سودرمانلاند على موقع IMDb (الإنجليزية)
- فيلهلم دوق سودرمانلاند على موقع ميوزك برينز (الإنجليزية)
- فيلهلم دوق سودرمانلاند على موقع ديسكوغز (الإنجليزية)